# كلايد تي. باورز
كلايد تي. باورز هو سياسي أمريكي، ولد في 29 يوليو 1881 في مقاطعة كلبيبر في الولايات المتحدة، وتوفي في 30 سبتمبر 1968 في ريتشموند في الولايات المتحدة. نشط حزبياً في الحزب الديمقراطي. وقد انتخب عضو مجلس ولاية فرجينيا ‏.